# Artus Quellinus
Artus Quellinus zwany starszym (ochrzczony 30 sierpnia 1609 w Antwerpii, zm. 23 sierpnia 1668 tamże) – flamandzki rzeźbiarz.
Pochodził z rodziny o tradycjach artystycznych. Ojciec przyszłego rzeźbiarza Erasmus Quellinus I (1584–1640) był założycielem rodu. Miał dwóch braci: Hubertusa i Erasmusa, którzy byli także rzeźbiarzami. W latach 1634–1639 pracował w warsztacie François Duqesnoya w Rzymie. W 1640 roku uzyskał tytuł mistrza w gildii św. Łukasza w Antwerpii.
Tworzył ołtarze, nagrobki, ambony, posągi, popiersia oraz płaskorzeźby w brązie i marmurze. Stworzył m.in. dekorację ratusza w Amsterdamie (1648–1655). Tworzył również ołtarze i nagrobki w antwerpskich kościołach.
Jego siostrzeńcem był Artus młodszy.